# Annandagstoppane
Annandagstoppane är en bergstopp i Antarktis. Den ligger i Östantarktis. Norge gör anspråk på området. Toppen på Annandagstoppane är 1 588 meter över havet.
Terrängen runt Annandagstoppane är lite kuperad. Trakten är obefolkad. Det finns inga samhällen i närheten.